# Damovo
Damovo ist ein global tätiger Anbieter von Informations- und Kommunikationstechnologie (IKT) mit Hauptsitz in Düsseldorf, Deutschland. Das Unternehmen bietet integrierte Lösungen in den Bereichen Unified Communications und Collaboration (UCC), Enterprise Networks, Cybersecurity, Contact-Center-Infrastruktur, Cloud-Services und Managed Services an. Im Jahr 2025 beschäftigt Damovo über 600 interne Mitarbeitende und über 1,9 Millionen Endpunkte. Laut einer Due-Diligence-Meldung von 2018 erwirtschaftet Damovo einen Jahresumsatz von über 115 Millionen Euro.
Das Unternehmen betreut sowohl öffentliche als auch private Auftraggeber in Branchen wie Gesundheitswesen, Finanzdienstleistungen, Industrie, Logistik, Bildung und öffentlicher Verwaltung. Mit mehrsprachigen Servicezentren und regionalen Niederlassungen in Europa und darüber hinaus unterstützt Damovo unternehmensweite digitale Transformation – von der Modernisierung klassischer TK-Infrastrukturen bis zur Einführung cloudbasierter Collaboration-, Netzwerk- und Sicherheitslösungen.

## Historie
Damovo wurde im Jahr 2001 gegründet – durch ein Management-Buyout des Enterprise-Services-Geschäfts von Ericsson in Europa. Die Übernahme, unterstützt von der Private-Equity-Gesellschaft Apax Partners, führte zur Gründung eines eigenständigen Unternehmens, das die IKT-Infrastruktur und den Geschäftskundenstamm von Ericsson übernahm.
Der ursprüngliche Hauptsitz befand sich in Glasgow (Vereinigtes Königreich), mit regionalen Niederlassungen in Düsseldorf und Dublin. Damovo konzentrierte sich zunächst auf Business-Telefonie und On-Premises-Infrastruktur.
In den frühen 2000er Jahren expandierte Damovo in Westeuropa und später auch nach Mittel- und Osteuropa. 2006 gab Apax Partners seine Beteiligung am Unternehmen auf. Im Anschluss wurde Damovo restrukturiert und verlagerte seinen Fokus auf Managed Services und wiederkehrende Dienstleistungsmodelle.
Im Jahr 2015 wurde Damovo Europe von Oakley Capital Equity II übernommen. Matthew Riley, Gründer des britischen Telekommunikationsunternehmens Daisy Group, wurde Executive Chairman. Unter der neuen Eigentümerschaft verfolgte das Unternehmen eine Strategie des Wachstums durch Akquisitionen. Bedeutende Übernahmen in dieser Zeit waren:
- Der Unified-Communications-Geschäftsbereich des Centre de Télécommunications et Téléinformatiques Luxembourgeois (CTTL) im Jahr 2015.[10]
- Die Netfarmers GmbH in Deutschland im Jahr 2016.[11]
- Die Voice & Data Network AG (Vodanet), ein Schweizer ICT-Integrator, im Jahr 2017.[12]

Im Juli 2018 wurde Damovo von der US-amerikanischen Private-Equity-Gesellschaft Global Growth (ehemals Eli Global) übernommen, was zu verstärkten Investitionen in die Internationalisierung, die Erweiterung des Dienstleistungsportfolios und Cloud-Plattformen führte.
Im Jahr 2021 übernahm Damovo Teile des UCC-Geschäfts von Atos in Belgien, Luxemburg, Schweden und Finnland.
Im Jahr 2024 übernahm das Unternehmen Kundenverträge von Avaya Deutschland GmbH mit den zugehörigen Serviceverträgen und Supportleistungen.

## Expansion und globale Präsenz
Vom frühen Betrieb in Großbritannien, Irland und Deutschland aus baute das Unternehmen seine Kompetenzen in der DACH-Region, den Benelux-Ländern, Zentral- und Osteuropa sowie den nordischen Ländern auf.
Ab 2025 unterhält Damovo direkte Büros in 14 Ländern und liefert Dienstleistungen in mehr als 150 Ländern. Strategische Hubs umfassen:
- Deutschland (Düsseldorf) – Globales Hauptquartier und größte operative Einheit
- Deutschland (Berlin, Neu-Isenburg, Hamburg, Hannover, Ismaning, Stuttgart) – Weitere deutsche Büros
- Irland (Dublin) – Wichtiger regionaler Liefer- und Support-Standort
- Belgien (Brüssel) – Network Operations Centre und Basis für die Benelux-Region
- Polen (Warschau) – Innovations- und Operationszentrum für Osteuropa
- Schweiz, Luxemburg, Niederlande – Regionale Büros zur Unterstützung nationaler Märkte, größtenteils durch Akquisitionen etabliert

## Führung und Organisation
Damovo ist als privates Unternehmen unter der rechtlichen Einheit Damovo Deutschland GmbH & Co. KG organisiert. Es gehört zu Global Growth, einer in den USA ansässigen Investmentholding.
Ab 2025 umfasst die Geschäftsführung:
- Chris Nickerson – Chief Executive Officer
- Andrew Hay – Chief Operating Officer
- Ralf Jödicke – Chief Financial Officer
- Mara Mandera – Group Director People & Culture
- Ian Quigley – General Counsel

In Deutschland übernahm Thilo Kramer 2024 die nationale Leitung und verantwortet die Strategie sowie das Finanzmanagement.

## Zertifizierungen
Damovo besitzt einige Zertifizierungen, darunter:
- ISO/IEC 27001 – Informationssicherheitsmanagement[17]
- ISO 9001 – Qualitätsmanagement